# Ponticyclops boscoi
Ponticyclops boscoi – gatunek widłonoga z rodziny Cyclopidae, jedyny przedstawiciel rodzaju Ponticyclops. Gatunek i rodzaj opisała w 1987 roku amerykańska biolog Janet W. Reid z Narodowego Muzeum Historii Naturalnej w Waszyngtonie (część Smithsonian Institution).
Gatunek endemiczny występujący w Dystrykcie Federalnym w Brazylii; jego naturalnym siedliskiem są bagna.